# De Wesseltjes
Kinderkoor De Wesseltjes was een kinderkoor uit Enschede, opgericht in 1968. De naam was afgeleid van de toen nieuwe wijk Wesselerbrink,waar de basisschool stond waaruit de groep opgericht werd. In 1983 hield het koor op te bestaan. Het laatste concert werd op 2 oktober 1983 gegeven in Enschede. Het koor was in de jaren 70 en begin jaren 80 populair in Oost-Nederland en trad ook op in Duitsland.
De Wesseltjes traden in de jaren zeventig en 80 verschillende keren op in radio en TV programma's, waaronder een kerstspecial in 1976 bij de KRO/RKK, een kerstspecial met verschillende Nederlandse artiesten in de Nieuwe Kerk in Amsterdam (Tros) en het programma U zij de Glorie van de NCRV. In 1980 trad het koor op in het "Het programma van het jaar" van de NOS.
In 2002 zond RTV Oost de documentaire "Wij Wesseltjes" uit over het kinderkoor, gemaakt door Maarten Tip die zelf ook bij het koor gezongen heeft. Een speciale versie van de documentaire is ook op video verschenen.

## LP's
- Kinderkoor De Wesseltjes (1974)
- Het wordt kerstmis (1976)
- Hallo lieve mensen (1978)
- Kerstfeest voor allen (1979)
- Af en toe denk ik aan vroeger (1980)
- We gaan de boom versieren (met Wieteke van Dort) (1980)
- Zingen bij de stal (1982)

## Bekende leden Kinderkoor De Wesseltjes
- Maurice Luttikhuis (musicaldirigent)
- Christien van der Aar (programmamaker SBS/Net5)
- Simone Angel (Simone Engeln) (ex VJ MTV)
- Claudia Patacca ; Sopraan
- Maarten Tip sportverslaggever, commentator en redacteur[bron?]

## Artiesten
De Wesseltjes traden op met verschillende bekende artiesten, onder wie:
- Wieteke van Dort
- Willeke Alberti
- Saskia & Serge
- Martine Bijl
- Rob de Nijs